# Anastrangalia dubia
Anastrangalia dubia är en skalbaggsart som först beskrevs av Giovanni Antonio Scopoli 1763.  Anastrangalia dubia ingår i släktet Anastrangalia, och familjen långhorningar. Arten har ej påträffats i Sverige.

## Bildgalleri

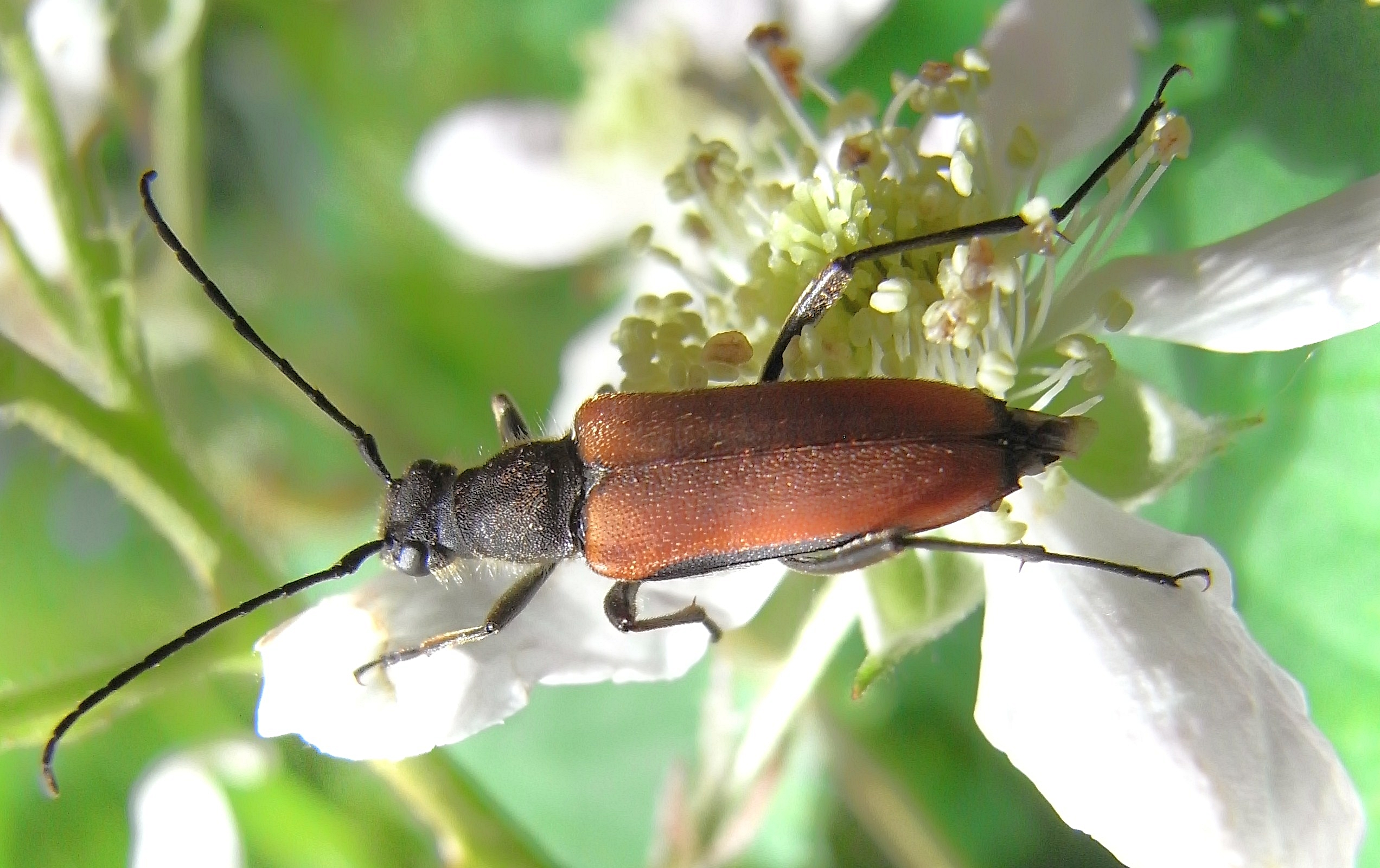
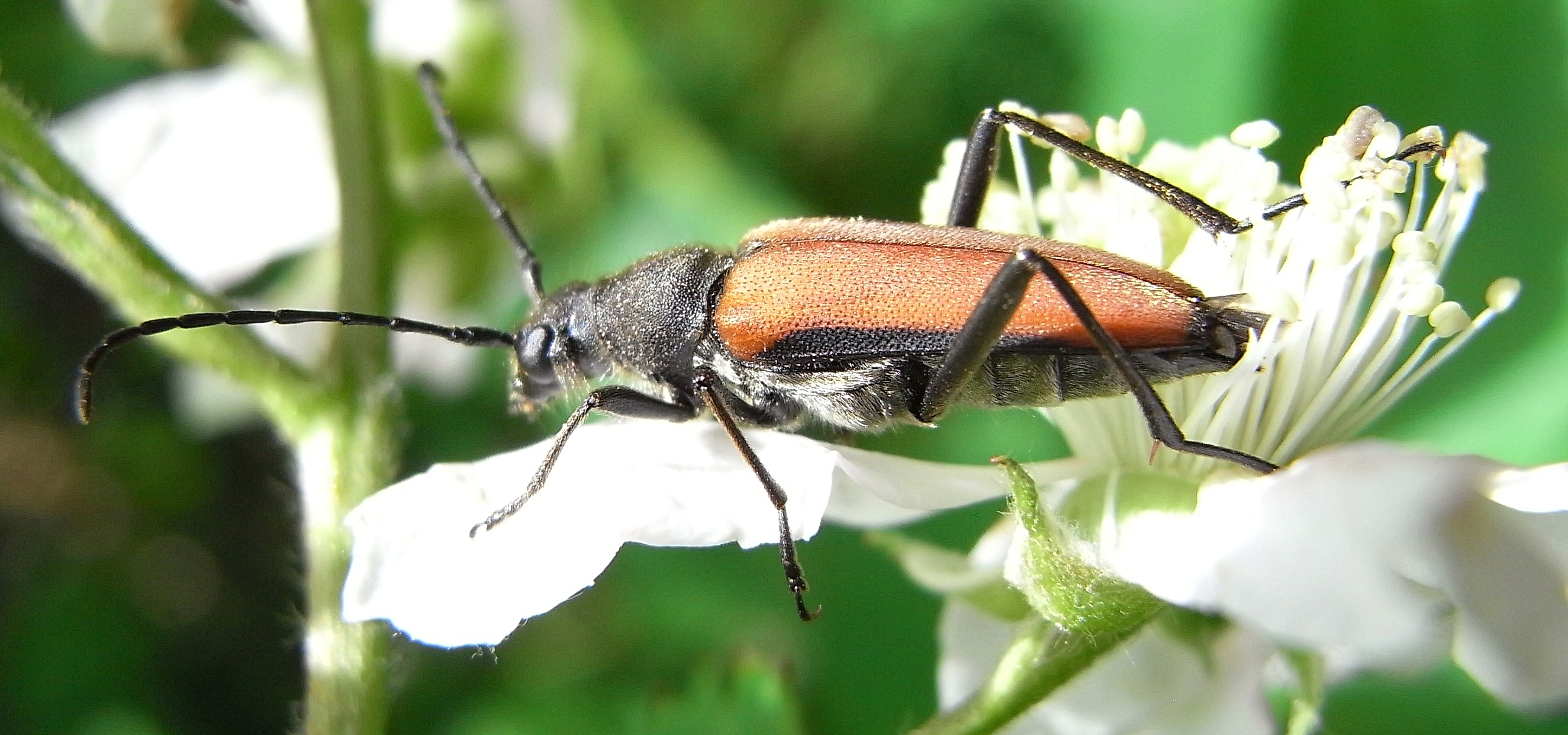
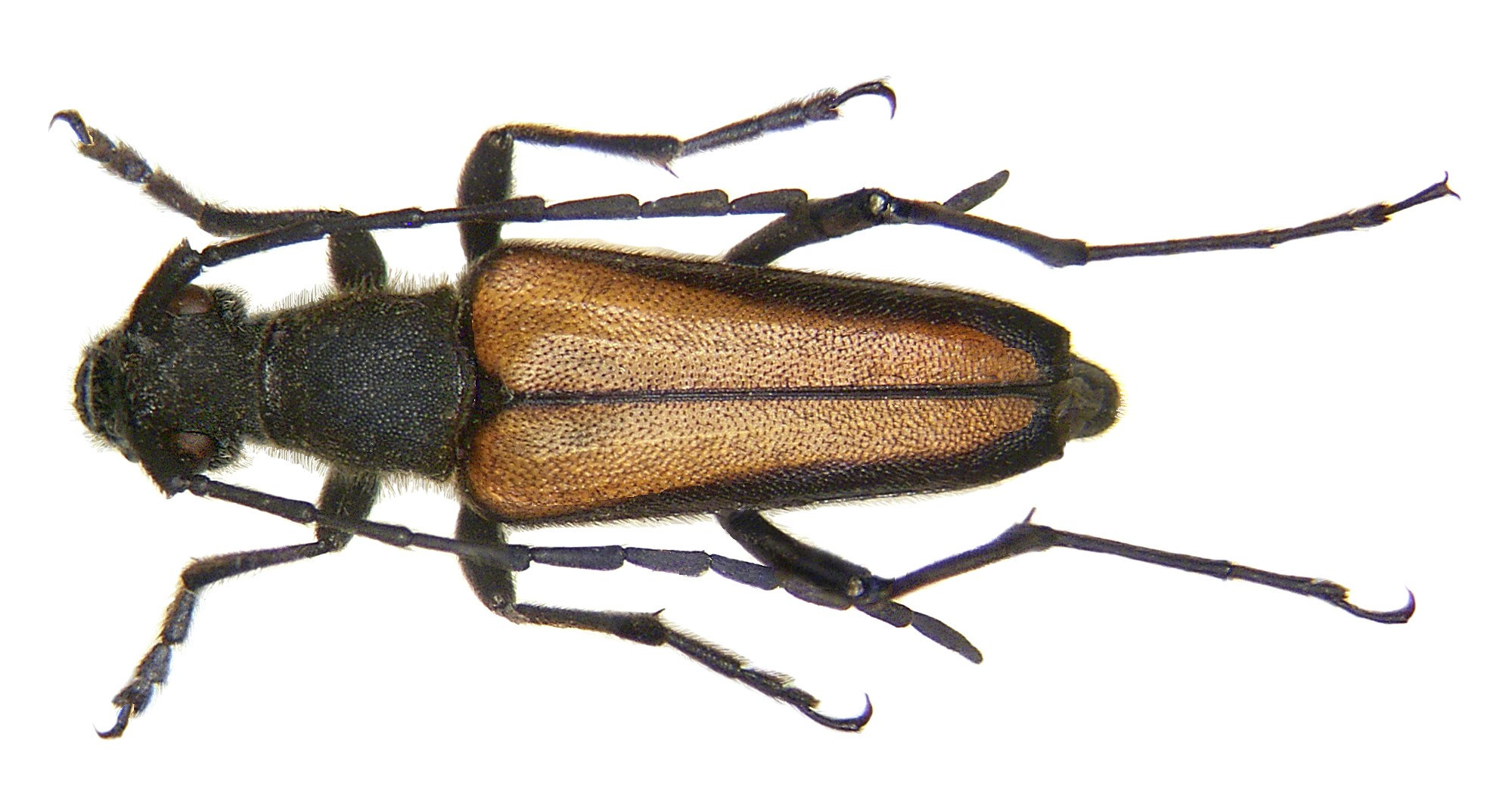
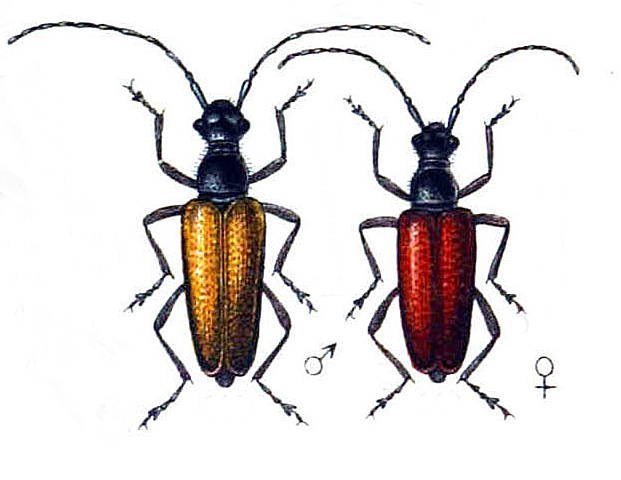